# Pietro Ceccaroni
Pietro Ceccaroni (Sarzana, 21 dicembre 1995) è un calciatore italiano, difensore del Palermo.

## Carriera

### Inizi carriera
Cresciuto nel settore giovanile della Sarzanese, ceduto poi allo Spezia, esordisce in prima squadra il 17 agosto 2013, nella partita di Coppa Italia vinta ai tiri di rigore contro il Genoa. Il debutto in Serie B avviene il 1º novembre 2014, in occasione della vittoria esterna contro il Pescara.
Il 13 luglio 2015 passa in prestito alla SPAL, con cui ottiene la promozione nella serie cadetta e la vittoria della Supercoppa di Lega.
Dopo aver trascorso altre due stagioni con lo Spezia, il 4 luglio 2018 viene ceduto a titolo temporaneo al Padova.

### Venezia
Il 7 agosto 2019 si trasferisce, sempre in prestito, al Venezia. Il 23 agosto 2020 la sua proprietà viene riscattata dal club veneto, con cui il calciatore firma un contratto triennale. Ottiene da titolare un'altra promozione in Serie A dopo la vittoria ai play-off. Segna il primo gol in Serie A con i veneti il 19 settembre 2021, nella partita persa in casa per 1-2 contro lo Spezia.
Il 31 gennaio 2023, a poche ore dalla chiusura del calciomercato, il Lecce ne ufficializza l'acquisto a titolo temporaneo, con diritto di riscatto, secondo un accordo valido fino a giugno 2023.

### Palermo
Dopo solo due presenze con i salentini torna al Venezia e, il 7 luglio 2023, si trasferisce a titolo definitivo al Palermo fino al 30 giugno 2027. Segna il primo gol con la maglia rosanero siglando il temporaneo pareggio in occasione della vittoria interna contro il Südtirol avvenuta il 1º ottobre 2023.

## Statistiche

### Presenze e reti nei club
Statistiche aggiornate al 17 maggio 2025.
| Stagione        | Squadra         | Campionato      | Campionato | Campionato | Coppe nazionali | Coppe nazionali | Coppe nazionali | Coppe continentali | Coppe continentali | Coppe continentali | Altre coppe | Altre coppe | Altre coppe | Totale | Totale |
| Stagione        | Squadra         | Comp            | Pres       | Reti       | Comp            | Pres            | Reti            | Comp               | Pres               | Reti               | Comp        | Pres        | Reti        | Pres   | Reti   |
| --------------- | --------------- | --------------- | ---------- | ---------- | --------------- | --------------- | --------------- | ------------------ | ------------------ | ------------------ | ----------- | ----------- | ----------- | ------ | ------ |
| 2013-2014       | Spezia          | B               | 0          | 0          | CI              | 1               | 0               | -                  | -                  | -                  | -           | -           | -           | 1      | 0      |
| 2014-2015       | Spezia          | B               | 1          | 0          | CI              | 0               | 0               | -                  | -                  | -                  | -           | -           | -           | 1      | 0      |
| 2015-2016       | SPAL            | LP              | 22         | 0          | CI+CI-LP        | 1+4             | 0               | -                  | -                  | -                  | SC-LP       | 2           | 0           | 29     | 0      |
| 2016-2017       | Spezia          | B               | 19+1       | 0          | CI              | 3               | 0               | -                  | -                  | -                  | -           | -           | -           | 23     | 0      |
| 2017-2018       | Spezia          | B               | 10         | 0          | CI              | 2               | 1               | -                  | -                  | -                  | -           | -           | -           | 12     | 1      |
| Totale Spezia   | Totale Spezia   | Totale Spezia   | 30+1       | 0          | -               | 6               | 1               | -                  | -                  | -                  | -           | -           | -           | 37     | 1      |
| 2018-2019       | Padova          | B               | 16         | 0          | CI              | 1               | 0               | -                  | -                  | -                  | -           | -           | -           | 17     | 0      |
| 2019-2020       | Venezia         | B               | 31         | 1          | CI              | 2               | 0               | -                  | -                  | -                  | -           | -           | -           | 33     | 1      |
| 2020-2021       | Venezia         | B               | 37+5       | 3          | CI              | 0               | 0               | -                  | -                  | -                  | -           | -           | -           | 42     | 3      |
| 2021-2022       | Venezia         | A               | 35         | 2          | CI              | 1               | 0               | -                  | -                  | -                  | -           | -           | -           | 36     | 2      |
| 2022-gen. 2023  | Venezia         | B               | 20         | 1          | CI              | 0               | 0               | -                  | -                  | -                  | -           | -           | -           | 20     | 1      |
| Totale Venezia  | Totale Venezia  | Totale Venezia  | 123+5      | 7          | -               | 3               | 0               | -                  | -                  | -                  | -           | -           | -           | 131    | 7      |
| gen.-giu. 2023  | Lecce           | A               | 2          | 0          | CI              | -               | -               | -                  | -                  | -                  | -           | -           | -           | 2      | 0      |
| 2023-2024       | Palermo         | B               | 29+1       | 2          | CI              | 1               | 0               | -                  | -                  | -                  | -           | -           | -           | 31     | 2      |
| 2024-2025       | Palermo         | B               | 29+1       | 2          | CI              | 1               | 0               | -                  | -                  | -                  | -           | -           | -           | 31     | 2      |
| Totale Palermo  | Totale Palermo  | Totale Palermo  | 58+2       | 4          |                 | 2               | 0               |                    | -                  | -                  |             | -           | -           | 62     | 4      |
| Totale carriera | Totale carriera | Totale carriera | 259        | 11         |                 | 17              | 1               |                    | -                  | -                  |             | 2           | 0           | 279    | 12     |

## Palmarès

### Club

#### Competizioni nazionali
- Lega Pro: 1

SPAL: 2015-2016 (girone B)
- Supercoppa di Lega Pro: 1

SPAL: 2016